# Park Young-hoon (joueur de go)
Pour les articles homonymes, voir Park Young-Hoon.
Dans ce nom coréen, le nom de famille, Park, précède le nom personnel.
Park Young-hoon (coréen : 박영훈, aussi transcrit Pak Yeong-hun ou Pak Yeong-hoon), né le 1er avril 1985), est un joueur de go professionnel.

## Biographie
Park Young-hoon est né à Séoul, en Corée du Sud. Il est actuellement joueur professionnel de go et membre de la fédération coréenne, la Hanguk Kiwon. 
Il est le plus jeune joueur sud-coréen à avoir atteint le grade de 9e dan, à l'âge de 19 ans. Grâce au nouveau système de promotion de la Hanguk Kiwon, Park est passé de première à 9e dan en seulement 4 ans et 7 mois. Une grande partie de cette promotion est due à sa victoire en 2003 dans la  Coupe Fujitsu, alors qu'il n'était que 4e dan. Cela lui a permis aussi d'être exempté de service militaire, une exception rare en Corée du Sud.

## Titres
| Titre                    | Années     |
| ------------------------ | ---------- |
| Titres nationaux         | 7          |
| Kisung                   | 2005-2007  |
| Coupe Prices Information | 2005       |
| Chunwon                  | 2001       |
| Coupe BC Card            | 2005       |
| Coupe Yeongnam Ilbo      | 2005       |
| Coupe GS Caltex          | 2007, 2008 |
| Titres internationaux    | 3          |
| Coupe Fujitsu            | 2004, 2007 |
| Coupe Zhonghuan          | 2004       |